# Snakeville's Champion
Snakeville's Champion è un cortometraggio muto del 1915 diretto da Wallace Beery.

## Produzione
Il film fu prodotto dalla Essanay Film Manufacturing Company. Venne girato negli studi di Niles. Gilbert M. 'Broncho Billy' Anderson, fondatore della casa di produzione Essanay (che aveva la sua sede a Chicago), aveva individuato nella cittadina californiana di Niles il luogo ideale per trasferirvi una sede distaccata della casa madre. Niles diventò, così, il set dei numerosi film prodotti dalla Essanay.

## Distribuzione
Distribuito dalla General Film Company, il film - un cortometraggio di una bobina - uscì nelle sale cinematografiche USA il 16 dicembre 1915.